# Мунія гірська
Му́нія гірська (Lonchura montana) — вид горобцеподібних птахів родини астрильдових (Estrildidae). Ендемік Нової Гвінеї.

## Опис
Довжина птаха становить 11,5 см. Виду не притаманний статевий диморфізм. Верхня частина голови і верхня частина тіла коричнева, лоб,передня частина тімені, обличчя і горло чорні, скроні чорнувато-коричневі. Шия і верхня частина грудей і надхвістя охристі, гузка і хвіст чорні. Решта нижньої частини тіла біла, відділена від охристих грудей чорною смугою. Очі чорнувато-карі, дзьоб міцний, білуватий або сизий, лапи сіруваті.

## Поширення і екологія
Гірські мунії мешкають в горах Центрального хребта на заході центральної Нової Гвінеї, зокрема в горах Судірман і Стар. Вони живуть на високогірних луках та у високогірних чагарникових заростях. Зустрічаються зграями до 20 птахів, на висоті від 3000 до 4100 м над рівнем моря. Живляться насінням трав, іноді також ягодами, плодами, пагонами і дрібними летючими комахами.